# Nepal Sambat

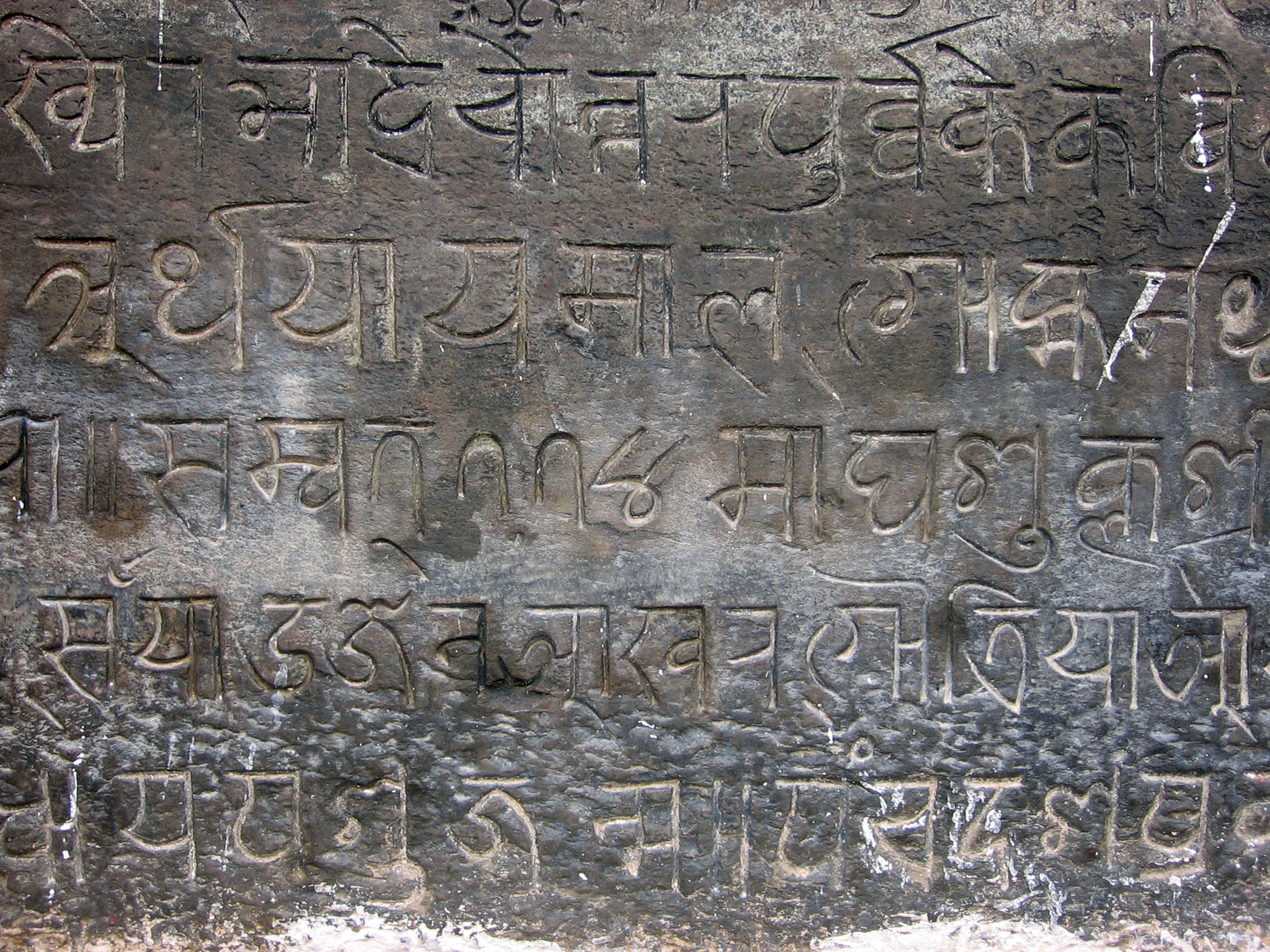
Detalle de la inscripción del Rey Pratap Malla en la Plaza Durbar de Katmandú fechada Nepal Sambat 774 (1654 de la era cristiana).

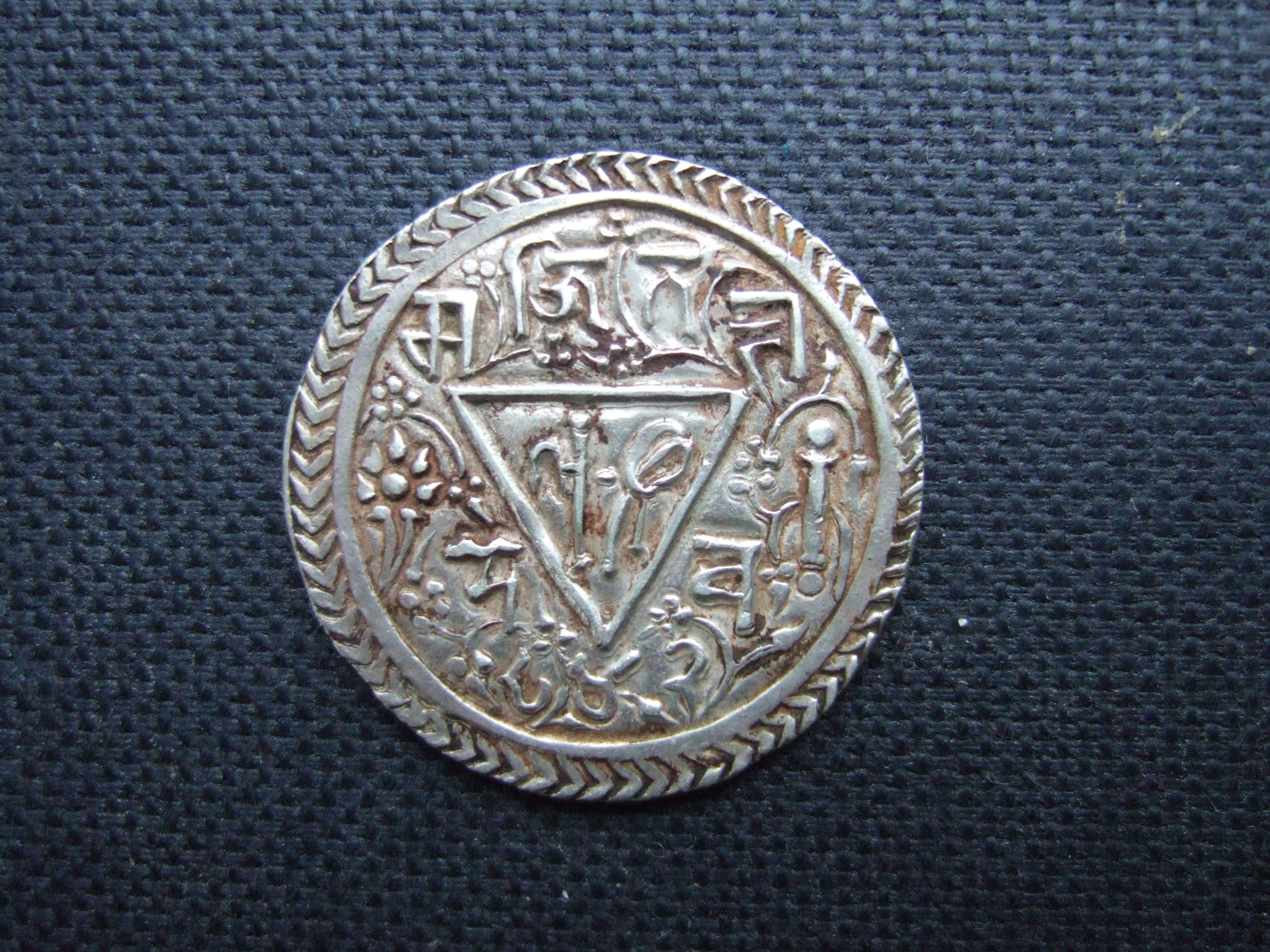
Moneda acuñada en nombre del Rey Ranjit Malla fechada Nepal Sambat 842 (1722 de la era cristiana).

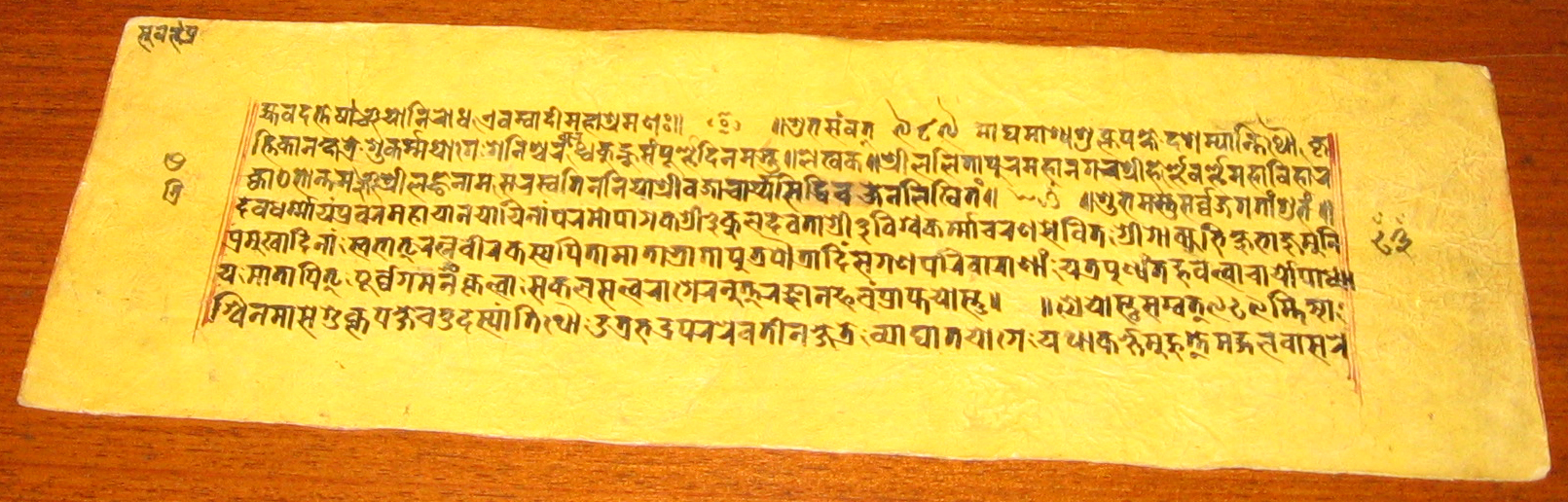
Manuscrito budista escrito en sánscrito fechado Nepal Sambat 989 (1869 AD).

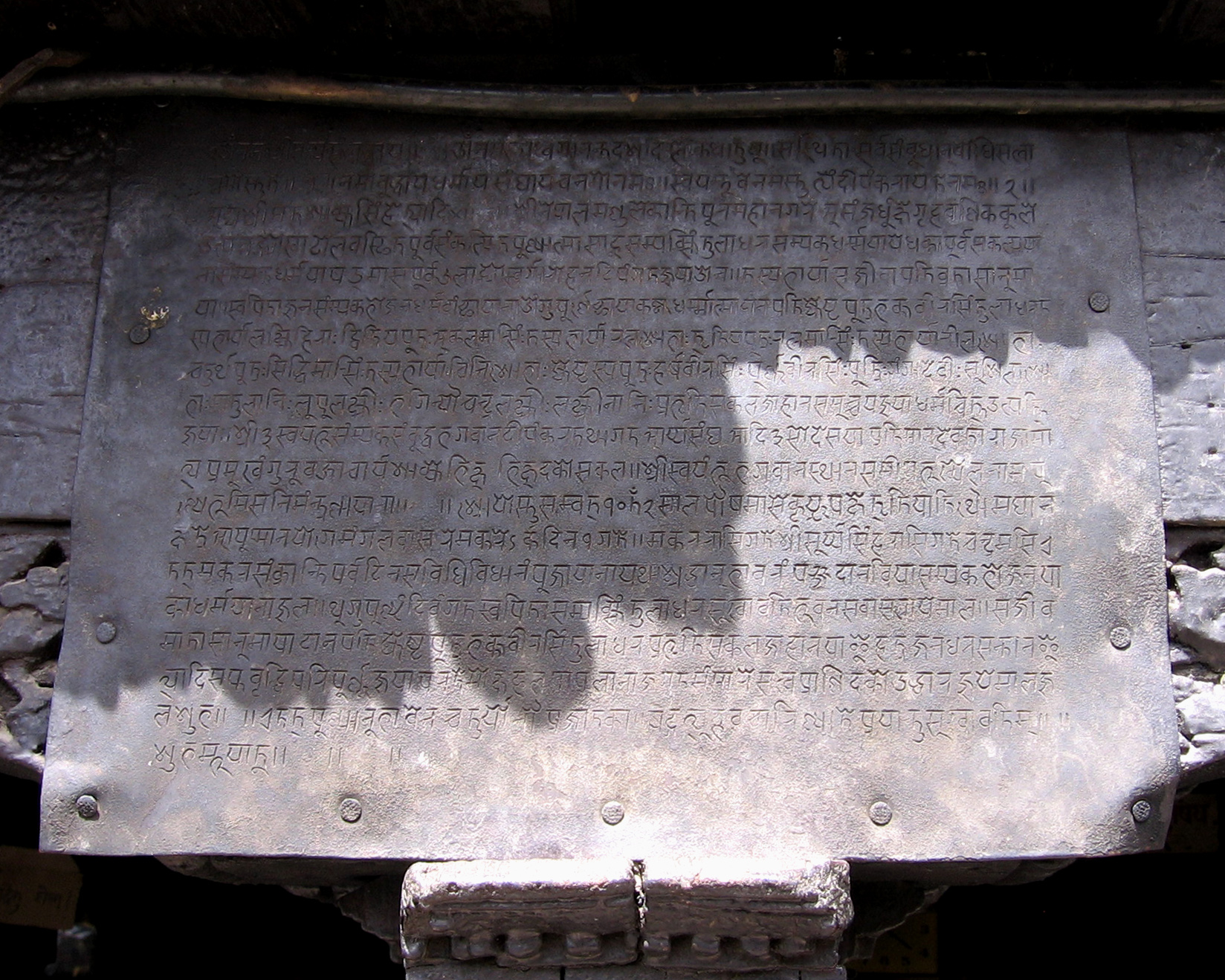
Inscripción en una placa de cobre fechada Nepal Sambat 1072 (1952 AD).

Se denomina Nepal Sambat (en letra devanagari: नेपाल सम्बत) al calendario lunar nacional de Nepal.
La era comenzó el 20 de octubre del año 879 y fue ampliamente utilizado para todo tipo de tareas cotidianas hasta principios del siglo XX. Se lo mencionaba en monedas, e inscripciones en piedra y placas de cobre, decretos reales, crónicas, manuscritos hindúes y budistas, documentos legales y correspondencia.
El nombre Nepal Sambat fue utilizado por primera vez para designar el calendario en Nepal Sambat 148 (1028 AD).
Luego de un período de olvido, el Nepal Sambat ha sido revivido como un símbolo de la gloria y unidad nacional de Nepal. El año 2008, fue designado una Era nacional por el gobierno. El 25 de octubre de 2011, el gobierno decidió poner en uso el Nepal Sambat como el calendario nacional del país, y creó un grupo para que diera recomendaciones sobre su implementación.

## Estructura
Nepal Sambat, es un calendario lunar, que es una variante de la era saka (uno de los calendarios de la India). La principal diferencia es que el Nepal Sambat se encuentra retrasado respecto a la era Saka por 802 años. Cada año posee 354 días, debido a que cada mes lunar posee 29 o 30 días según el movimiento de la Luna. Por lo tanto se intercala un mes cada tres años. 
Este calendario se comenzó a utilizar oficialmente durante el reinado del rey Raghavdev, inmediatamente luego de la finalización del Saka Sambat 802 (el 20 de octubre del año 879). El año 804 comenzaría dentro de un año y según la leyenda, su decisión estuvo determinada por su miedo al número 804, el cual muchas personas aún consideran un número que trae  malasuerte. 
Nepal Sambat es un calendario especial ya que todos los otros calendarios han sido denominados en honor a gobernantes o líderes religiosos. Nepal Sambat es el único calendario denominado según el nombre de un país. 
El año gregoriano 2012 corresponde al año 1132 en Nepal Sambat y al año 2068 según el calendario oficial Bikram Sambat.

### Meses del año
Los meses del año son:
| Devanagari | En alfabeto latino | Mes gregoriano correspondiente |
| ---------- | ------------------ | ------------------------------ |
| कछला        | Kachha lā          | Octubre - noviembre            |
| थिंला         | Thin lā            | Noviembre - diciembre          |
| प्वँहेला       | Pohe lā            | Diciembre - enero              |
| सिल्ला        | Sil lā             | Enero - febrero                |
| चिल्ला        | Chil lā            | Febrero - marzo                |
| चौला         | Chau lā            | Marzo - abril                  |
| बछला        | Bachha lā          | Abril - mayo                   |
| तछला        | Tachha lā          | Mayo - junio                   |
| दिल्ला        | Dil lā             | Junio - julio                  |
| गुंला         | Goon lā            | Julio - agosto                 |
| यंला         | Yen lā             | Agosto - septiembre            |
| कौला         | Kau lā             | Septiembre - octubre           |